# بوشيني أورغواياني
بوشيني أورغواياني (الاسم العلمي: Puccinia uruguayensis) هو نوع من الفطريات يتبع جنس البوشيني من فصيلة البوشينية.